# Geschichte Amsterdams

Das Wappen von Amsterdam

Die Geschichte der Stadt Amsterdam reicht bis in die Römerzeit zurück. Während der Zeit entwickelte sich Amsterdam von einer auf Pfählen gebauten Siedlung zu der über 930.000 Einwohner zählenden Hauptstadt der Niederlande.

## Römerzeit
Archäologische Funde (Münzen, Steingut) aus der Römerzeit deuten darauf hin, dass bereits damals Menschen im heutigen Stadtgebiet lebten, jedoch konnten bisher keine Siedlungen nachgewiesen werden.

## Mittelalterliche Besiedelung
Um das Jahr 1250 entstanden die ersten von Bauern und Fischern bewohnten Siedlungen bei Amsterdam. Zu dieser Zeit war fast die gesamte Provinz Holland von Sumpfland oder Moor bedeckt, so dass die Errichtung von Gebäuden mit erheblichen Schwierigkeiten verbunden war. Daneben wurde die Gegend von vielen Flüssen durchschnitten, darunter der Amstel, der die Stadt ihren Namen verdankt.

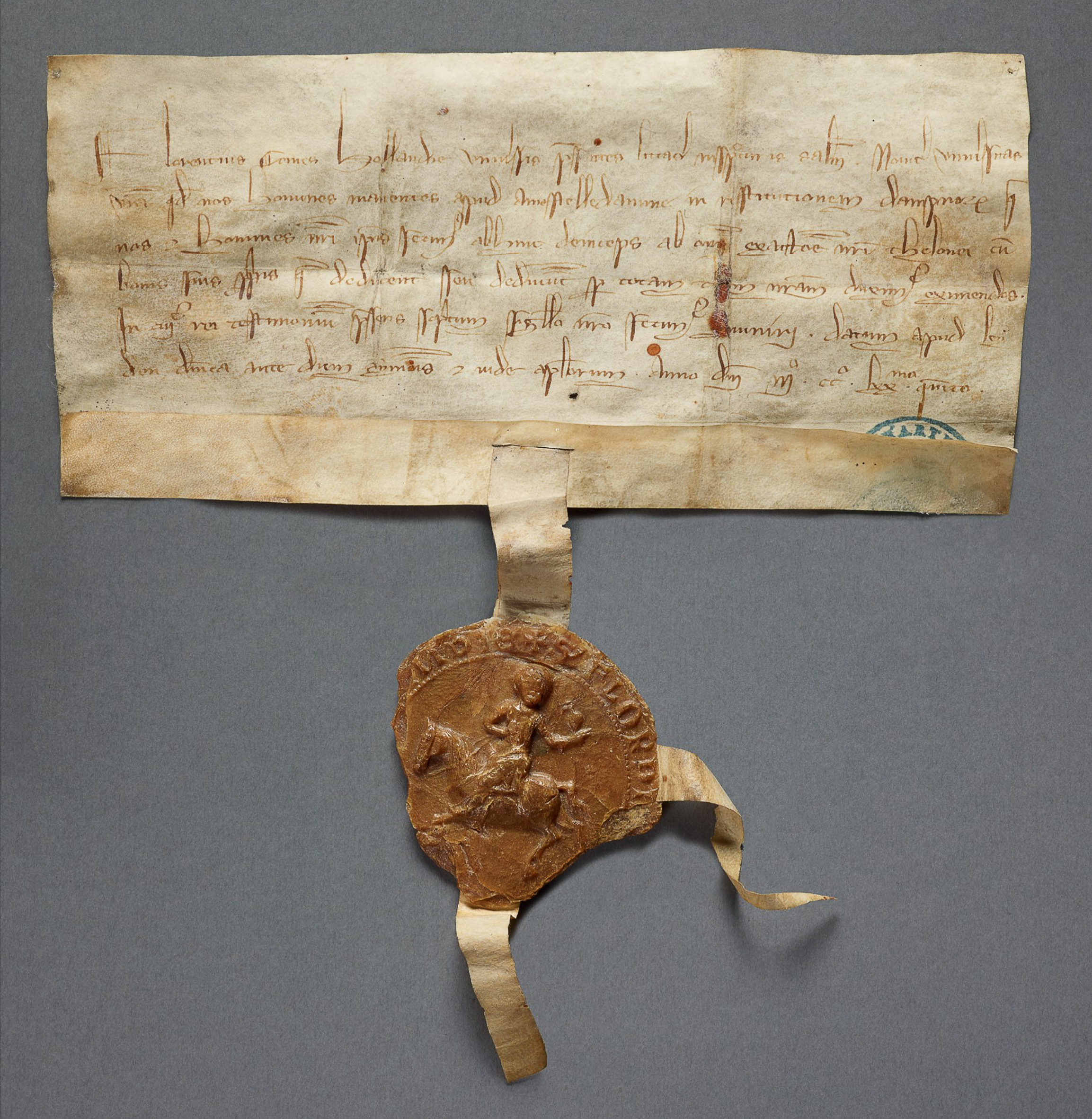
Faksimile der Ersterwähnung von Amestelledamme (1275)

Die Siedlung wuchs, wurde zu einem kleinen Hafen, und am 27. Oktober 1275 wurde Amsterdam von Graf Florens V. von Holland erstmals urkundlich erwähnt, noch als Amestelledamme. Hintergrund war die Verleihung eines Zollprivilegs. Die Hauptwirtschaftszweige waren damals das Brauen von Bier und der Fischfang. Um 1300 bekam die Stadt, die auch schon eine Festung errichtet hatte, von dem damaligen Landesherrn das Stadtrecht verliehen und der Handel blühte auf. Wesentlich trug hierzu das im Jahr 1323 verliehene Zollrecht für Hamburger Bier bei.

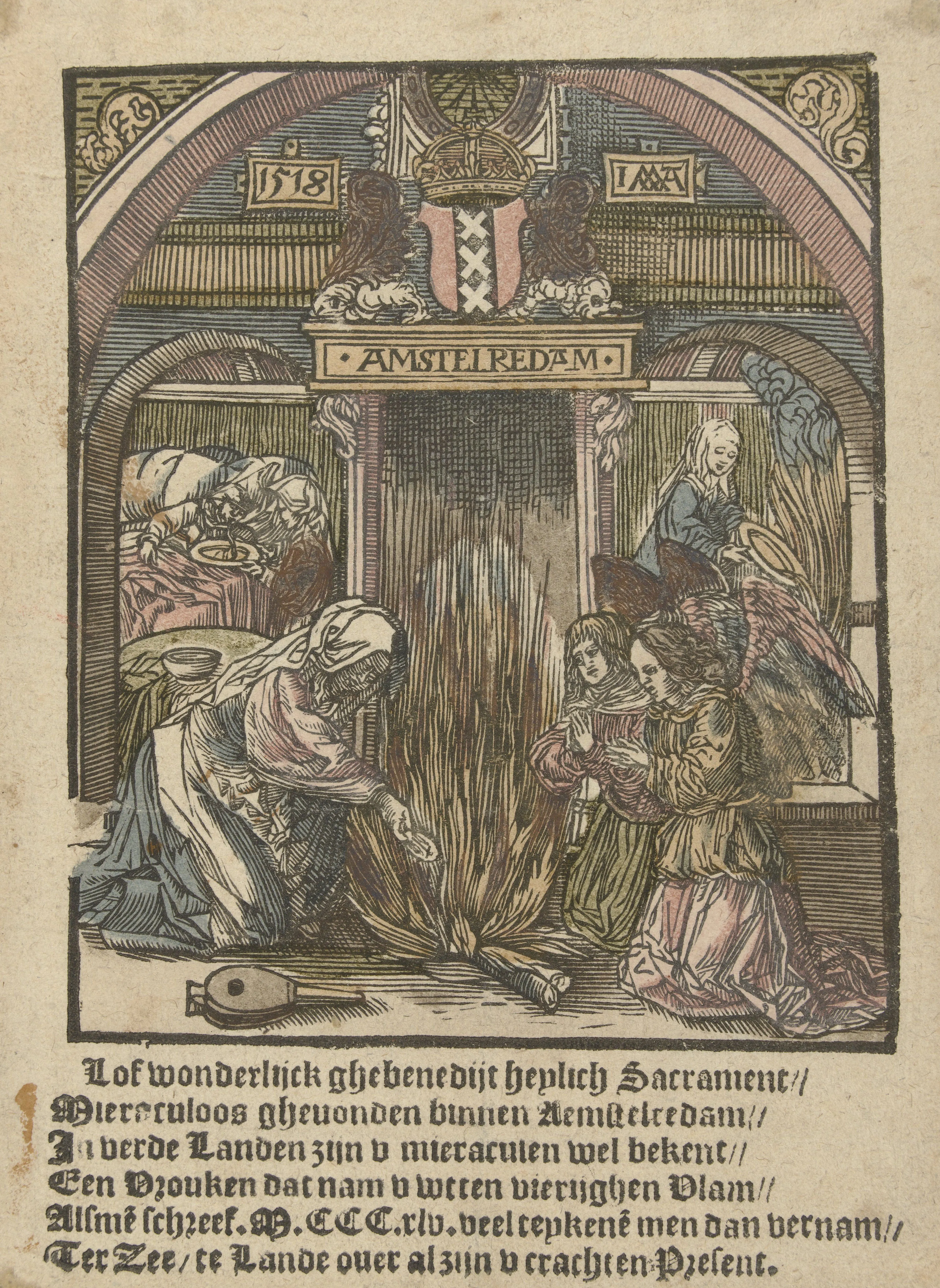
Das Mirakel von Amsterdam, 1518

Daneben wurde Amsterdam am 12. März 1345 zu einer wichtigen Pilgerstadt, weil der Legende nach an diesem Tag das „Mirakel von Amsterdam“, das sogenannte Hostienwunder, stattfand. Dank der Pilger wuchs die Bevölkerung der Stadt beträchtlich. Amsterdam entwickelte sich zu einer bedeutenden Handelsstadt in Europa. Der Fischfang wurde durch andere Wirtschaftszweige verdrängt und es wurde mit Waren wie Salz, Wein und Gewürzen gehandelt. Die Pest erreichte die Niederlande 1351. Außerdem zerstörten zahlreiche Brände große Teile der Stadt, weil die reetgedeckten Holzhäuser leicht in Brand gesteckt werden konnten. Deshalb wurde eine Bauordnung erlassen, die nur Steinhäuser erlaubte. 
Doch während der Reichtum der Stadt kontinuierlich wuchs, wurde Amsterdam von Unruhen heimgesucht: Die in die Stadt kommenden Kaufleute lehnten sich gegen die vom Adel unterstützten Katholiken auf.

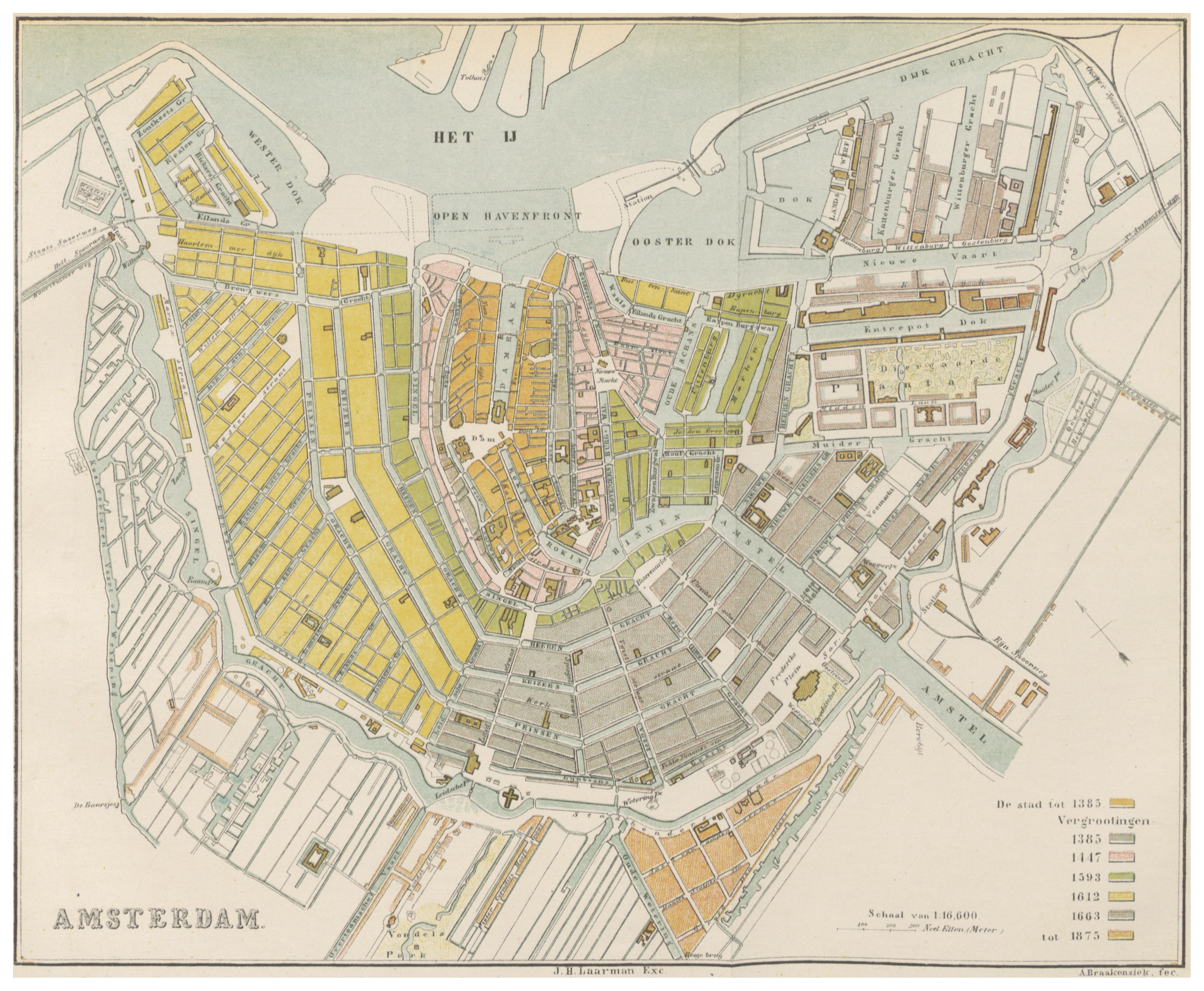
Wesentliche Phasen der Stadtentwicklung von 1385 bis 1875

1421 fand ein großer Stadtbrand statt.
Der Bau einer Stadtmauer, die Erdwälle und Palisadenzaun ersetzte, begann im Jahr 1482 und dauerte letztendlich etwa zwanzig Jahre. Die Stadtmauer umfasste den Schreierstoren und die Sint Antoniespoort.

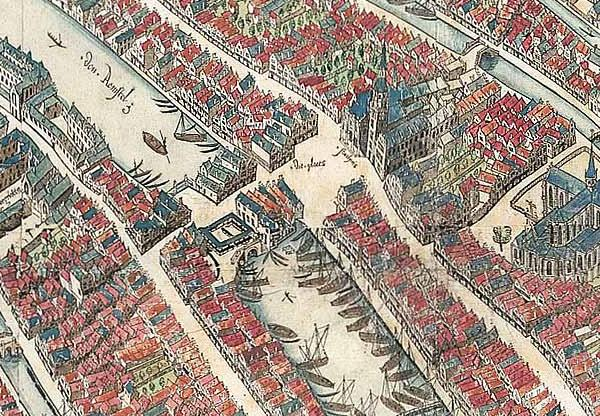
Amsterdam im Jahr 1544

## Jüdische Einwanderer
Seit 1492 kamen sephardische Juden aus Spanien in die Stadt  und gründeten Gemeinden (Jacob Tirado). Seit Mitte des 16. Jahrhunderts kamen auch aschkenasische Juden aus Polen. Amsterdam wurde ein wichtiges Zentrum jüdischer Kultur und Gelehrsamkeit. Es gab mehrere jüdische Druckereien (von Uri Phoebus ha-Levi, Josef Athias, David de Castro Tartas). 1678 erschien hier die erste jiddische Ausgabe der Hebräischen Bibel, 1686 die erste jiddische Zeitung weltweit.

## Amsterdam im Konflikt mit Spanien
Im 16. Jahrhundert umfassten die Niederlande ungefähr die heutigen Benelux-Staaten und wurden von Spanien regiert. Religiöse, politische und wirtschaftliche Ursachen führten ab 1566 zu einer Serie von Aufständen gegen den Landesherrn, den spanischen König Philipp II. Zum einen pochte der katholische König auf eine unerbittliche Verfolgung von Ketzern, zum anderen strebte er eine Ausweitung seiner Machtbefugnisse auf Kosten des städtischen Bürgertums an. 1572 schlugen sich fast alle holländischen Städte auf die Seite der Aufständischen unter Führung von Wilhelm I. – nur Amsterdam hielt dem König noch die Treue. Dies hatte katastrophale Folgen: Die niederländischen Rebellen blockierten nun den Amsterdamer Hafen, so dass die Stadt schnell verarmte. Nach sechs Jahren wechselte Amsterdam 1578 schließlich auch auf die Seite der Aufständischen. Diese unblutige Revolution ging als Alteratie in die Geschichte ein. Amsterdam war danach eine protestantische Stadt. Die Katholiken hatten zwar keine Verfolgung zu befürchten, durften aber nicht mehr öffentlich die Messe feiern.

## Das „Goldene Zeitalter“

Gebiete, die im 17. Jahrhundert von Amsterdam angesegelt wurden

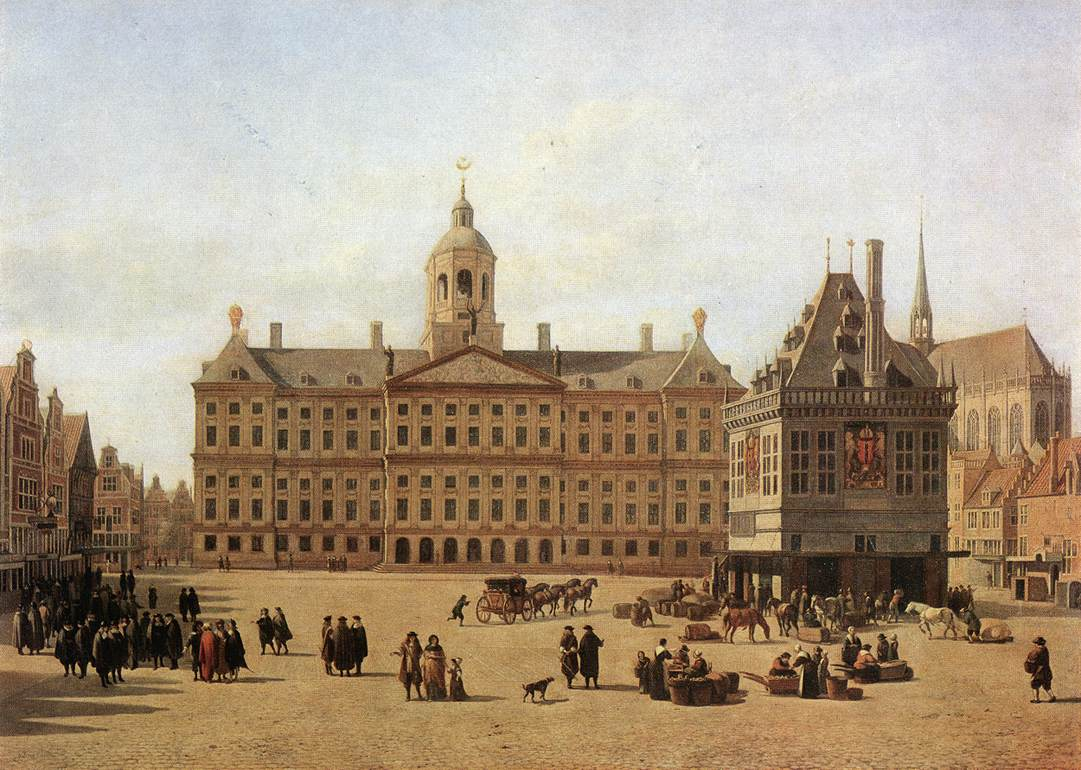
Gerrit Berckheyde, Der Damplatz im späten 17. Jahrhundert (Gemäldegalerie Dresden)

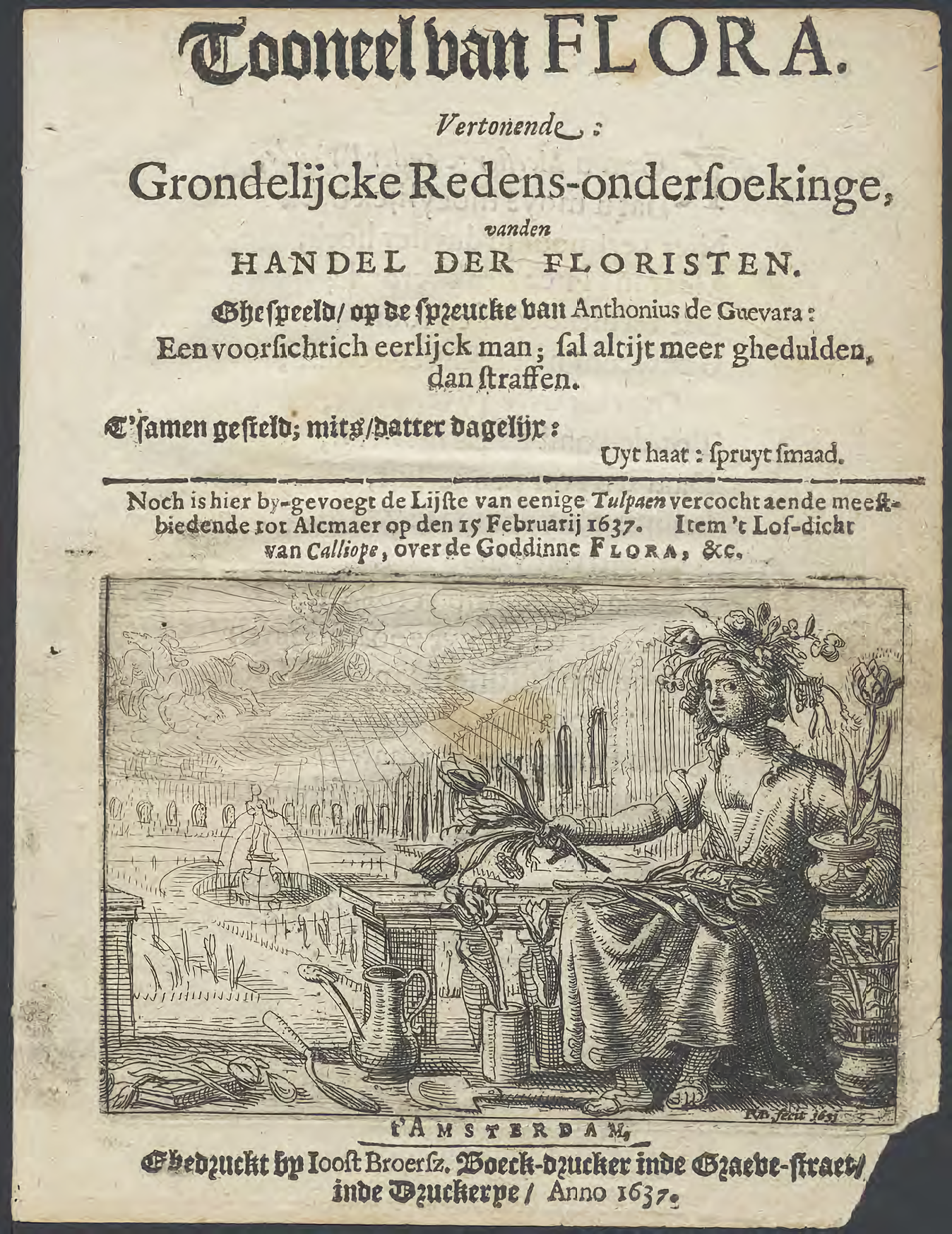
Broschüre von der Tulpenmanie in den Niederlanden

Als „Goldenes Zeitalter“ bezeichnet man in der Geschichte der Niederlande eine rund einhundert Jahre andauernde wirtschaftliche und kulturelle Blütezeit, die grob mit dem 17. Jahrhundert zusammenfällt (von etwa 1581 bis 1672). Am Anfang des 17. Jahrhunderts, im Jahre 1602, wurde in Amsterdam die Verenigde Oost-Indische Compagnie (VOC) gegründet. Von nun an segelten die Niederländer von Amsterdam aus nach Nordamerika, Brasilien, Indonesien und Afrika und schufen so die Basis für das Welthandelsnetzwerk. Die langen Reisen wurden von wohlhabenden Kaufleuten finanziert, die auch die Gebiete erwarben, die später zu den niederländischen Kolonien wurden. 1611 wurde die Waren- und Effektenbank gegründet. Ab 1613 wurde Amsterdam um die Grachten herum ausgebaut und der dortige Hafen avancierte zum größten Hafen der Welt. Die Stadt hatte Handelsbeziehungen mit 625 ausländischen Häfen. Amsterdam war zu diesem Zeitpunkt drittgrößte Stadt Europas und das finanzielle Zentrum der Welt (u. a. mit der Amsterdamer Wechselbank und der Privatbank der Familie Deutz). Die Tulpenmanie von 1630 bis 1637 war die erste große Spekulationsblase, ein Haus in Amsterdam wurde für nur drei Tulpenzwiebeln verkauft.
Politisch wurde die eigentlich souveräne Stadt von einer Handvoll allmächtiger Regenten geführt, welche miteinander eng verwandt waren, und die Stadtregierung in einem oligarchischen System beherrschten. Bedeutende Amsterdamer Regentendynastien des Goldenen Jahrhunderts waren unter anderem die Geschlechter Boelens Loen, De Graeff, Bicker, Pauw und Hooft. Am Höhepunkt des Goldenen Zeitalters, der Ersten Statthalterlosen Periode von 1650 bis zum Rampjaar 1672, lag die politische Macht innerhalb Hollands hauptsächlich bei zwei staatsgesinnten, sprich republikanischen, Familien. In Amsterdam lag diese bei den Gebrüdern Cornelis und Andries de Graeff, und in Den Haag bei den Gebrüdern Johan und Cornelis de Witt, den Anführer der staatsgesinnten (republikanischen) Fraktion Hollands, was durch deren enge Zusammenarbeit und gegenseitige Verwandtschaft verstärkt wurde.
Während des 17. und 18. Jahrhunderts war Amsterdam eine Stadt, in der viele Immigranten lebten. Die meisten Zuwanderer waren Deutsche. Nach Berechnungen von Erika Kuijpers machten sie in der ersten Hälfte des 17. Jahrhunderts fast ein Drittel der Bevölkerung aus. Die Integration der Einwanderer verlief relativ reibungslos – sogar im Stadtrat saßen Ratsmitglieder aus verschiedenen Nationen wie Flandern, Deutschland, Frankreich und Schottland. Durch die Immigration veränderte sich das soziale Gefüge Amsterdams vollständig: Aus einer Stadt von Handwerkern und kleinen Kaufleuten, ohne allzu krasse Unterschiede zwischen Arm und Reich, wurde eine Metropole mit international orientierten Handelsfürsten und einem großen Proletariat.
Da in den Niederlanden Glaubensfreiheit herrschte, wurde Amsterdam zum Zufluchtsort für Verfolgte. So öffnete dort 1675 die Portugiesische Synagoge, die damals größte der Welt. Das Jiddische, die Sprache der osteuropäischen Juden, hat den Amsterdamer Dialekt des Niederländischen stark beeinflusst.
1688 wurde der Statthalter Wilhelm III. von Oranien zum englischen König. Er sah seine Hauptaufgabe darin, die Hegemonialansprüche des französischen „Sonnenkönigs“ Ludwig XIV. einzudämmen, was die Niederlande in jahrzehntelange Kriege verwickelte. Der Oranier war mit dem Amsterdamer Regenten Nicolaas Witsen befreundet. Als Zar Peter I. auf seiner großen Europareise, der Großen Gesandtschaft, im August 1697 nach Amsterdam kam und hier sogar inkognito beim Werftmeister Gerrit Claesz Pool eine Zimmermannslehre in der Werft der Ostindischen Kompanie in Krummendijk machte und am Bau der Fregatte Peter und Paul arbeitete, war Witsen sein Begleiter, Mentor und nach dessen Abreise auch Unterstützer beim Aufbau der russischen Marine.
Als Wilhelm III. 1702 starb, erlosch die Linie der Nachfahren Wilhelms I. Johann Wilhelm Friso von Nassau-Diez aus der friesischen Nebenlinie erbte das Privatvermögen, musste aber Teile davon an die preußischen Hohenzollern abtreten. Die Statthalterwürde ruhte jedoch und es trat eine Rückbesinnung auf die antizentralistische Tradition der städtischen Regenten ein. Der Friede von Utrecht brachte 1713 den Übergang der Spanischen Niederlande an Österreich, wobei die Republik der Vereinigten Niederlande einige Barrièrefestungen sowie Handelsrechte in den spanischen Kolonien erhielt. Das Oberquartier des Herzogtums Geldern kam zu Preußen und das Fürstentum Orange vom Haus Oranien-Nassau an Frankreich. Die Großmachtstellung der Republik aber war beendet. Erst 1747 wurde Wilhelm IV. aus der friesischen Nebenlinie, die von einem Bruder Wilhelms I. abstammte, wieder Statthalter aller Provinzen.
Das von Frankreich ausgehende Zeitalter der Aufklärung brachte Unruhen, Anprangerung der Missstände und Systemkritik an der unbegrenzten Herrschaft der dem Volk entfremdeten Regenten.
1787 wurde Amsterdam von Preußen eingenommen, die mit dem damaligen Statthalter Wilhelm V. von Oranien sympathisierten und einen Einmarsch in Holland unternommen hatten. In Berlin wurde als Siegesdenkmal das Brandenburger Tor errichtet.

## Niedergang und Modernisierung von Amsterdam

Das Wappen von Amsterdam. Die drei Kreuze deuten auf die drei Plagen, von denen die Stadt heimgesucht wurde hin: Fluten, Feuer und die Pest.

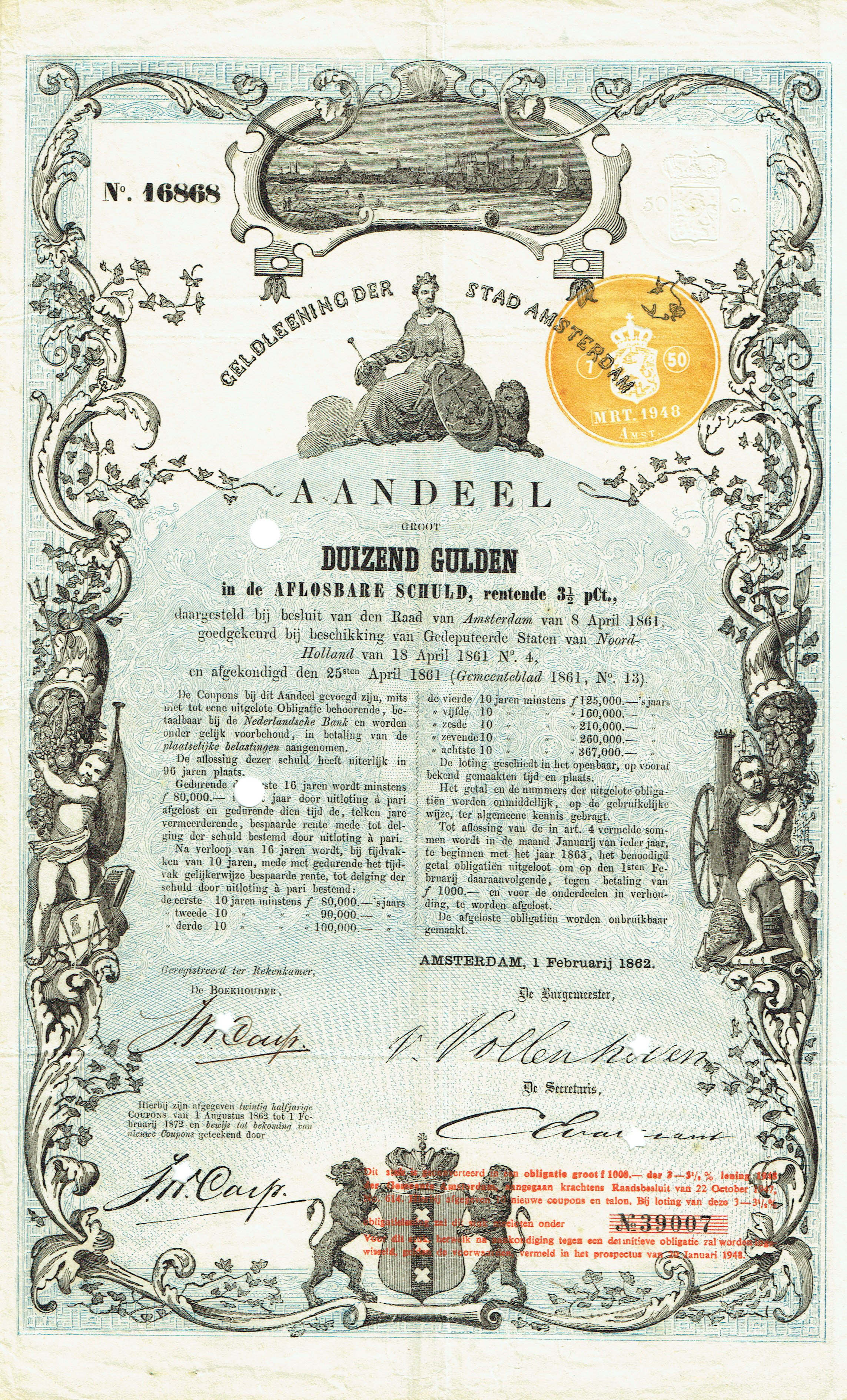
Anleihe der Stadt Amsterdam vom 1. Februar 1862

Im 18. Jahrhundert begann langsam der Verfall der Stadt. Hauptgrund dafür war die verstärkte Konkurrenz durch England, Frankreich, Preußen und Russland. Verheerend wirkte sich der Vierte Englisch-Niederländische Seekrieg von 1780 bis 1784 aus.
1795 wurden die Niederlande von Frankreich erobert und die Batavische Republik als Satellitenstaat des napoleonischen Frankreichs ausgerufen. Zwar wurde die Stadt von Louis Bonaparte am 23. Juni 1806 zur Hauptstadt seines Königreichs Holland erklärt, die Kontinentalsperre führte jedoch zu ihrer völligen Verarmung. Im Zuge der Befreiungskriege rückten die französischen Truppen Mitte November 1813 aus Amsterdam ab. Am 16. November erhoben sich die Amsterdamer Bürger erfolgreich gegen die verbliebenen Franzosen und vertrieben die Besatzer. Doch Amsterdam war nach der Franzosenzeit nur noch eine lokale Marktstadt, und die Meere wurden von der Royal Navy beherrscht.
Im neugegründeten Königreich der Niederlande blieb Amsterdam zwar offizielle Hauptstadt, die Regierung ist jedoch weiterhin in Den Haag angesiedelt. Erst in der zweiten Hälfte des 19. Jahrhunderts wandelte sich Amsterdam allmählich zur Industriestadt. Wichtige neue Wirtschaftszweige waren die Diamantenindustrie, der Schiffsbau, Kleidungs- und Motorenfabriken und später Auto- und Flugzeugproduktion. Die Zuidersee (heute IJsselmeer) versandete; deshalb baute man in den Jahren 1865 bis 1876 den Nordseekanal. Dieser verband den Hafen von Amsterdam mit IJmuiden an der Nordsee. In den 1880er Jahren wuchs die Stadt über das im 17. Jahrhundert bebaute Gebiet hinaus. Die Bevölkerungszahl wuchs auch in den Jahrzehnten danach beträchtlich.

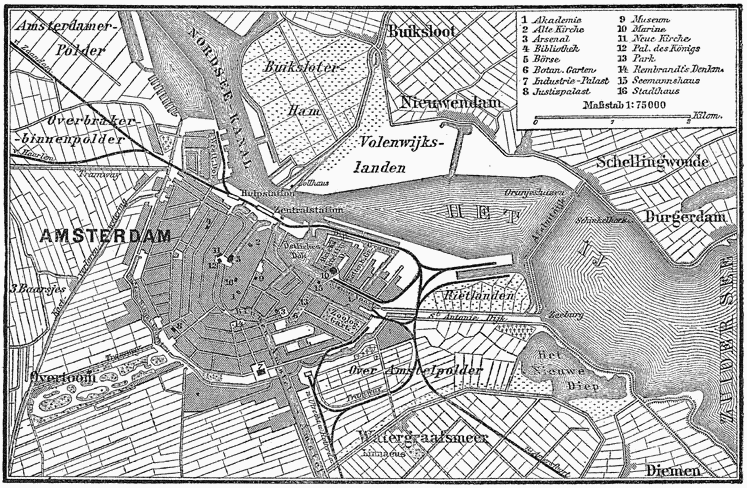
Ein historischer Stadtplan von Amsterdam aus dem Jahr 1888

Am 25. Juli 1886 begann im Stadtteil Jordaan der Aalaufstand (Palingoproer), nachdem einige Bewohner das verbotene Spiel „Aalziehen“ gespielt hatten und ein Polizist eingegriffen hatte. Bewaffnete Kräfte schossen auf die Aufständischen und deren Straßenbarrikaden; nachdem 26 Menschen tot und viele verletzt waren, endete der Aufstand am 26. Juli.
Neue Gebäude wie der Bahnhof Amsterdam Centraal (eingeweiht 1889) und das Concertgebouw (dt.: Konzertgebäude, eingeweiht 1888) entstanden. Auch ein 135 Kilometer langer Verteidigungsring mit zahlreichen Wassergräben, Deichen und 42 Forts (Stellung von Amsterdam) wurde gebaut.

## 20. Jahrhundert

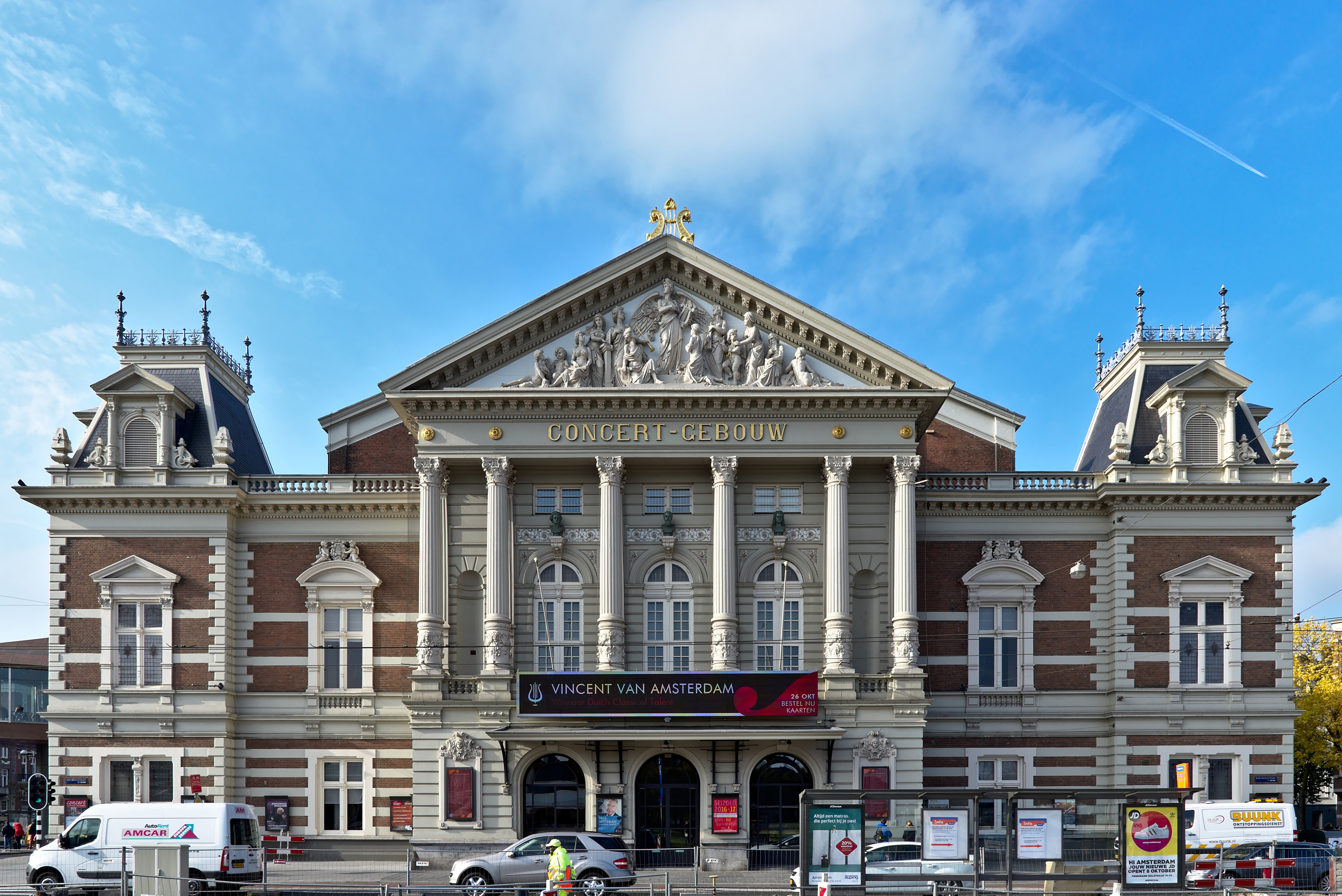
Concertgebouw Amsterdam

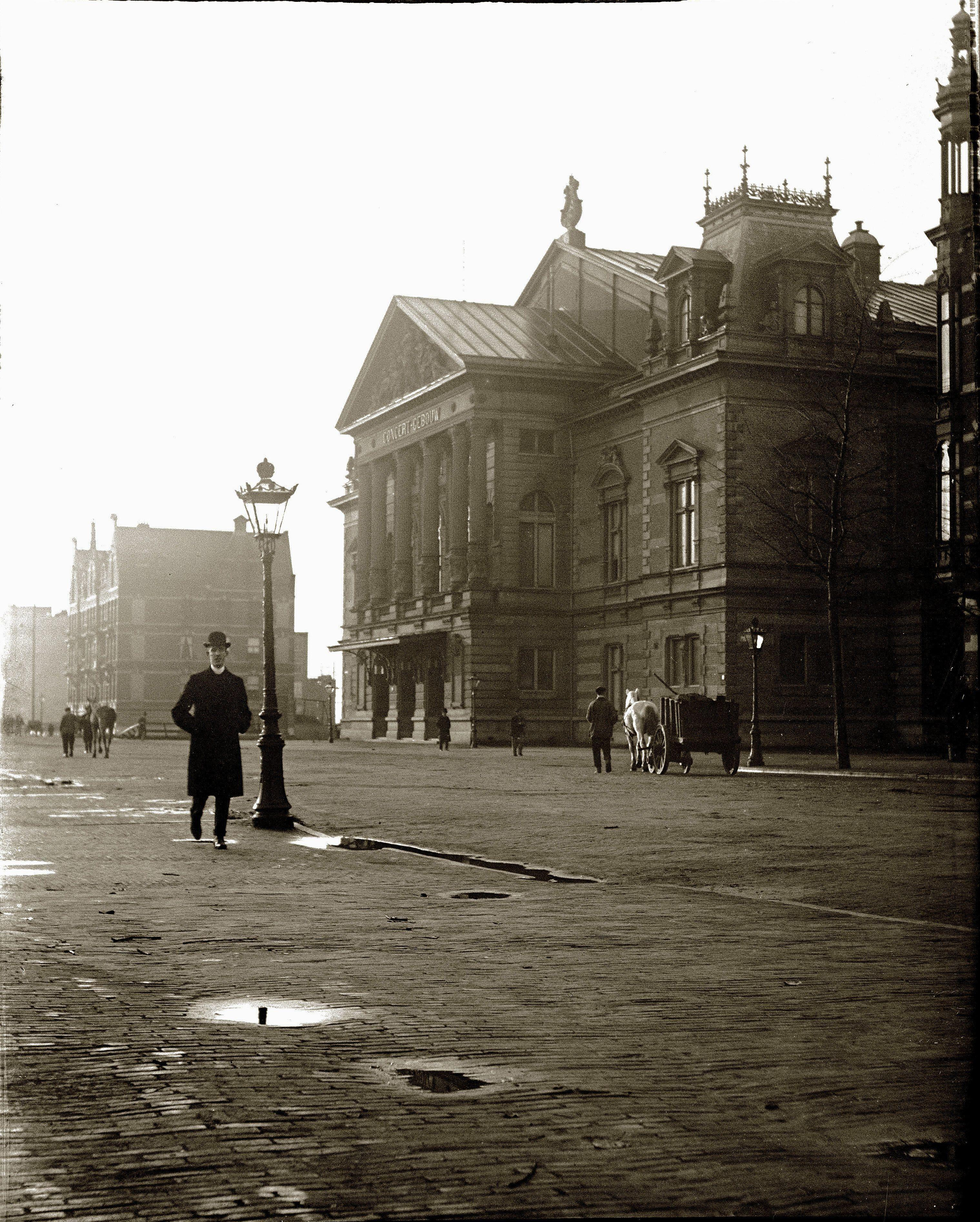
Concertgebouw Amsterdam im Jahr 1902

Die „Stellung von Amsterdam“

Im Ersten Weltkrieg blieben die Niederlande neutral, aber Amsterdam musste die Auswirkungen des Krieges ertragen, als die Nahrung knapp wurde. Als Frauen aus dem Arbeiterstand ein Schiff im Hafen von Amsterdam, das mit Armeezulieferung beladen war, plünderten, griff das Militär ein. Einige Arbeiter stießen zu ihren Frauen und halfen ihnen, das Schiff zu plündern, aber das Militär eröffnete das Feuer. Sechs Personen starben, fast 100 wurden verwundet. Mit der Einführung des allgemeinen Wahlrechts 1919 färbte sich Amsterdam rot: Die Sozialdemokraten waren seitdem immer die stärkste Fraktion.
In den 1920er Jahren boomte die Wirtschaft in Amsterdam, 1928 fanden sogar die Olympischen Sommerspiele in Amsterdam statt. Die Weltwirtschaftskrise ließ aber auch Amsterdam nicht kalt: Zu dieser Zeit waren etwa 25 % der Bevölkerung arbeitslos.
1932 wurde der Abschlussdeich, ein Deich, der die vormalige Meeresbucht Zuiderzee von der Nordsee trennt, fertiggestellt. Das Binnengewässer, das nun hinter dem Deich entstanden war, ist das IJsselmeer. Zum ersten Mal in seiner Geschichte hatte Amsterdam nun keinen Zugang mehr zum offenen Meer.

### Zweiter Weltkrieg

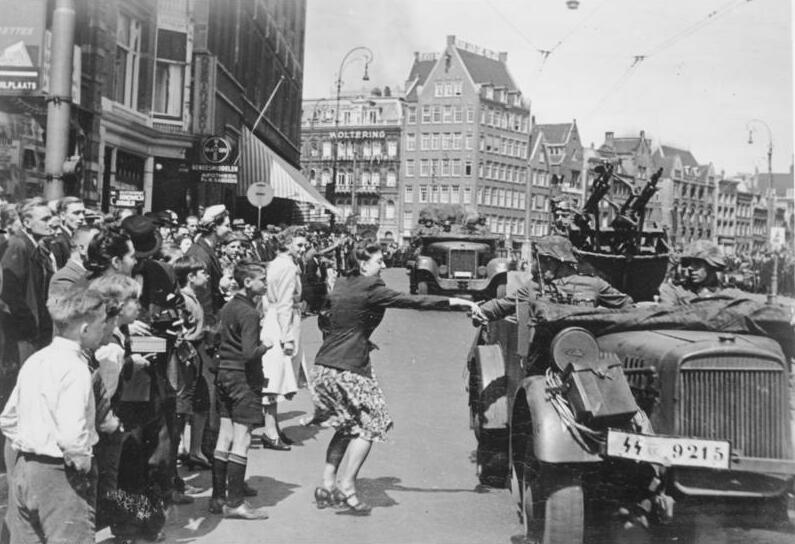
Durchfahrt deutscher Truppen durch Amsterdam, Mai 1940

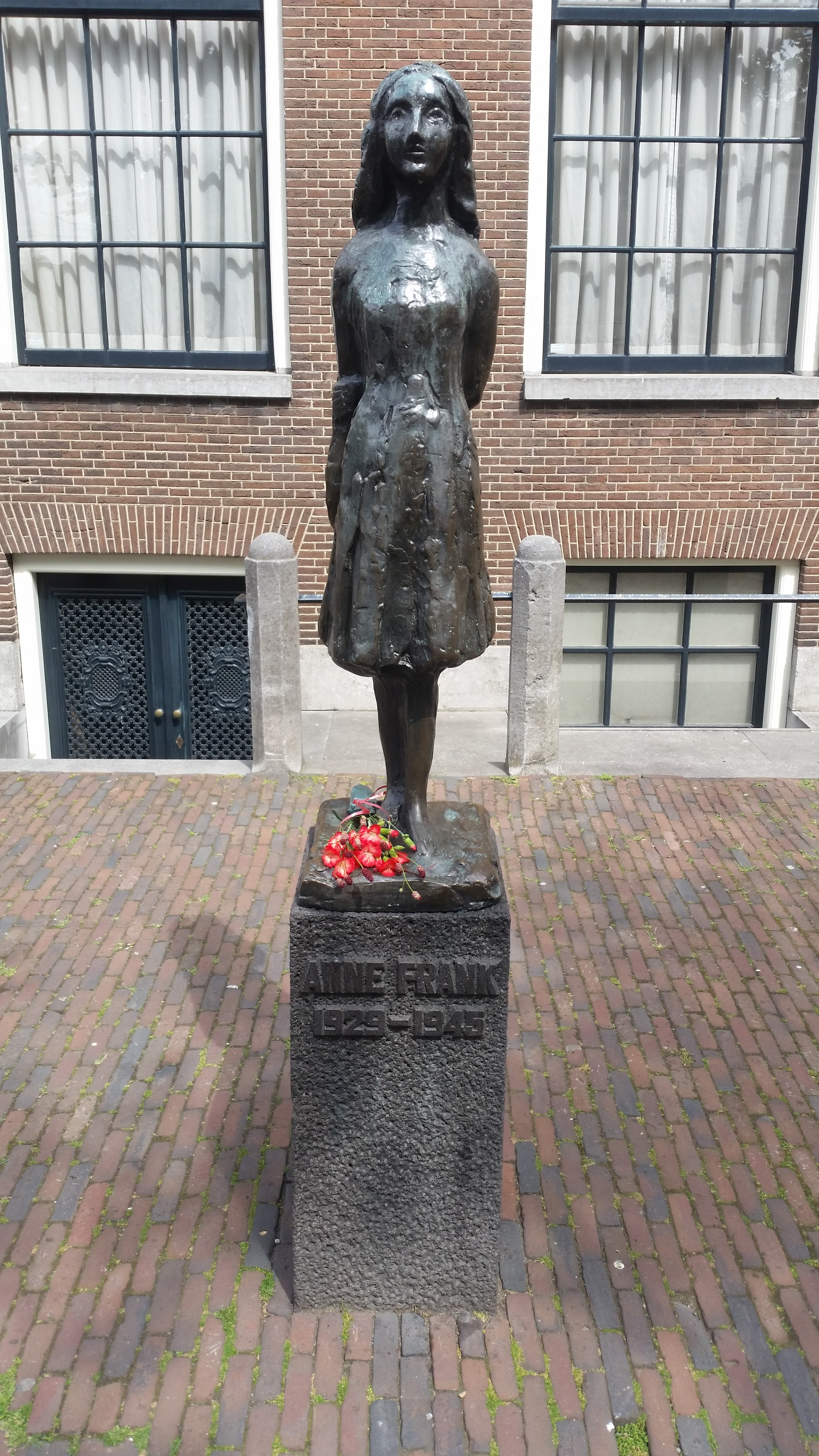
Statue von Anne Frank in Amsterdam

Wie auch im Ersten Weltkrieg blieben die Niederlande im Zweiten Weltkrieg anfangs neutral. Am 10. Mai 1940 wurden die Niederlande jedoch von Nazi-Deutschland überfallen, vier Tage später folgte die Kapitulation. Am 15. Mai marschierten Soldaten der Wehrmacht in Amsterdam ein. Von 1940 bis 1942 war der Lübecker Polizeisenator Hans Böhmcker nebenher auch Beauftragter des Deutschen Reiches für die Stadt Amsterdam. Er war dem Reichskommissar für die besetzten Niederlande, Arthur Seyß-Inquart unterstellt. In dieser Eigenschaft oblag ihm die Umsetzung der „Judenfrage“ in den Niederlanden. Der Großteil der niederländischen Juden wohnte in Amsterdam.
Im Februar 1941 kam es in Amsterdam zu einem einzigartigen Massenprotest gegen die Judenverfolgung, dem Februarstreik, der im besetzten Europa beispiellos war. Auslöser war eine brutale Razzia in der Jodenbuurt, dem traditionellen Judenviertel in der Innenstadt. Kommunisten organisierten daraufhin am 25. Februar 1941 einen allgemeinen Streik in Amsterdam. Züge und Straßenbahnen standen still, Werft- und Fabrikarbeiter legten die Arbeit nieder. Demonstranten zogen durch die Straßen und riefen: „Weg mit den Judenpogromen!“ Am nächsten Tag wurde der Streik brutal unterdrückt. Danach blieb der Widerstand in Amsterdam lange Zeit schwach. Erst als sich 1943 die deutsche Niederlage abzeichnete, entwickelte sich eine breitere Bewegung.
Viele Amsterdamer versteckten Juden und retteten ihnen damit das Leben. Andere kollaborierten mit den deutschen Besatzern. Besondere Schuld hat die örtliche Polizei auf sich geladen. Zu einer Schlüsselfigur bei der Judenvernichtung wurde der Amsterdamer Polizeipräsident Sybren Tulp (1891–1942), der die Deportationen in enger Abstimmung mit dem nationalen Polizeichef Hanns Albin Rauter organisierte. Ein wichtiges Hilfsmittel dabei war der Judenrat, der den Juden das Gefühl autonomer Selbstverwaltung vermitteln sollte. Immer wieder beschwor der Rat die jüdische Bevölkerung, den Anweisungen der Deutschen Folge zu leisten, was erhebliche Wirkung zeigte. Von 1941 bis 1943 wurden nahezu alle 100.000 Juden in Amsterdam deportiert und ermordet, darunter auch Anne Frank, die sich mit ihrer Familie in einem Hinterhaus an der Prinsengracht versteckt hatte. Seit Ende 1943 wurde Amsterdam von den Nazis als „judenrein“ bezeichnet.
Am 17. Juli 1943 beabsichtigten die Alliierten, die Fokker Flugzeugwerke im Norden von Amsterdam, die für die deutsche Kriegsindustrie arbeiteten, zu bombardieren. Jedoch verfehlten die Bomben ihr Ziel und trafen versehentlich ein Wohnviertel im Amsterdamer Norden. Bei diesem Bombenangriff kamen mehr als 150 Zivilisten ums Leben, und Hunderte von Häusern wurden teils schwer beschädigt.
Ein weiteres Bombardement der Alliierten am 25. Juli 1943 richtete diesmal zwar Schäden an den Fokker-Werken an, jedoch misslang wieder die beabsichtigte großflächige Zerstörung der Werke. Auch der Versuch eines dritten Bombenangriffs, der drei Tage später stattfand, führte nicht zum Erfolg.
Die drei Bombardierungen der Fokker-Werke forderten mehr als 200 zivile Todesopfer.
Abgesehen von diesen verlustreichen Angriffen blieb Amsterdam insgesamt jedoch von größeren Kriegszerstörungen weitgehend verschont.
Als die Alliierten im Sommer 1944 in die südlichen Niederlande vorstießen, erwarteten die Amsterdamer eine schnelle Befreiung. Doch im September 1944 wurden die Alliierten in der Schlacht von Arnheim zurückgeschlagen. Die Festung Holland blieb bis Kriegsende in deutscher Hand. Da die niederländischen Eisenbahner auf Anweisung der niederländischen Exil-Regierung in London in einen Streik getreten waren, wurden in Amsterdam schnell die Lebensmittel knapp. Der „Hongerwinter“ begann. Schätzungen zufolge starben in Amsterdam und in den übrigen noch nicht befreiten Städten im Westen der Niederlande 20.000 Menschen an den Folgen der Auszehrung. Erst am 5. Mai 1945 kapitulierten die Deutschen. Amsterdam wurde damit später befreit als Frankfurt, Köln, Hamburg und München.

### Nachkriegszeit und Gegenwart
Die kulturelle Revolution in den 1960er Jahren, gekennzeichnet unter anderem durch die Provo-Bewegung, und in den 1970er Jahren machte Amsterdam zum sogenannten „Magischen Zentrum“ von Europa. Die Duldung der Einnahme von „weichen Drogen“ lockte viele Hippies in die Stadt. Viele von ihnen lebten in leer stehenden Häusern (siehe auch: Hausbesetzung), eine Art zu wohnen, die sich in Amsterdam schnell verbreitete. Bis heute wird unter strengen Auflagen der Erwerb und Konsum geringer Mengen von Haschisch und Marihuana in den Amsterdamer Coffeeshops geduldet.

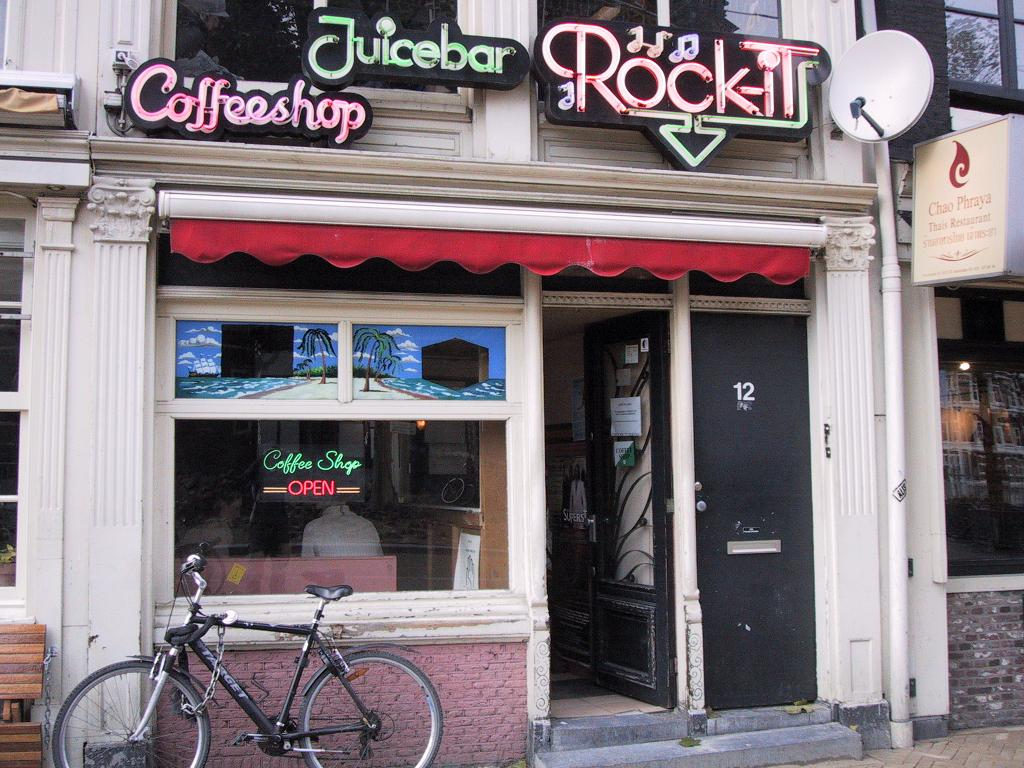
Rockit Amsterdam, ein Coffeeshop

Auseinandersetzungen zwischen Hausbesetzern und der Polizei waren zu dieser Zeit keine Seltenheit. Daneben zogen auch anarchistische Hausbesetzer (englisch: Squatter) durch die Hauptstadt und forderten die Bevölkerung auf, mehr leerstehende Gebäude zu besetzen und Häuser auch zu anderen Zwecken als Wohnen zu benutzen. Dies hatte eine Konfrontation mit mehreren Baugesellschaften zur Folge.
Während Königin Beatrix in der Nieuwe Kerk (Neue Kirche) am Dam gekrönt wurde, versuchten Demonstranten, die wegen der Entscheidungen der Regierung auf die Straße gegangen waren, gegen die Polizei vorzugehen. Ihr Slogan lautete: “Geen woning, geen kroning!” (deutsch: „Keine Wohnung, keine Krönung!“) Um die Auseinandersetzungen unter Kontrolle zu bekommen, musste der damalige Oberbürgermeister der Stadt das Militär zum Dam schicken.
Im Verlauf der 80er Jahre nahm die Anzahl der aus Ländern wie Surinam, Türkei und Marokko kommenden Einwanderer stark zu. Noch heute kommen viele der Einwohner Amsterdams aus diesen Ländern. Das führte dazu, dass viele Leute in Städte wie Purmerend und Almere zogen. Stadtteile wie zum Beispiel Jordaan und De Pijp, wo zuvor der Arbeiterstand lebte, wurden nun von „Yuppies“ und Studenten bewohnt.
Im Jahr 1992 kam es zu einem Absturz einer Frachtmaschine der israelischen El-Al (El-Al-Flug 1862) nahe Amsterdam. Das Flugzeug stürzte in einen Wohnblock und 43 Menschen starben.

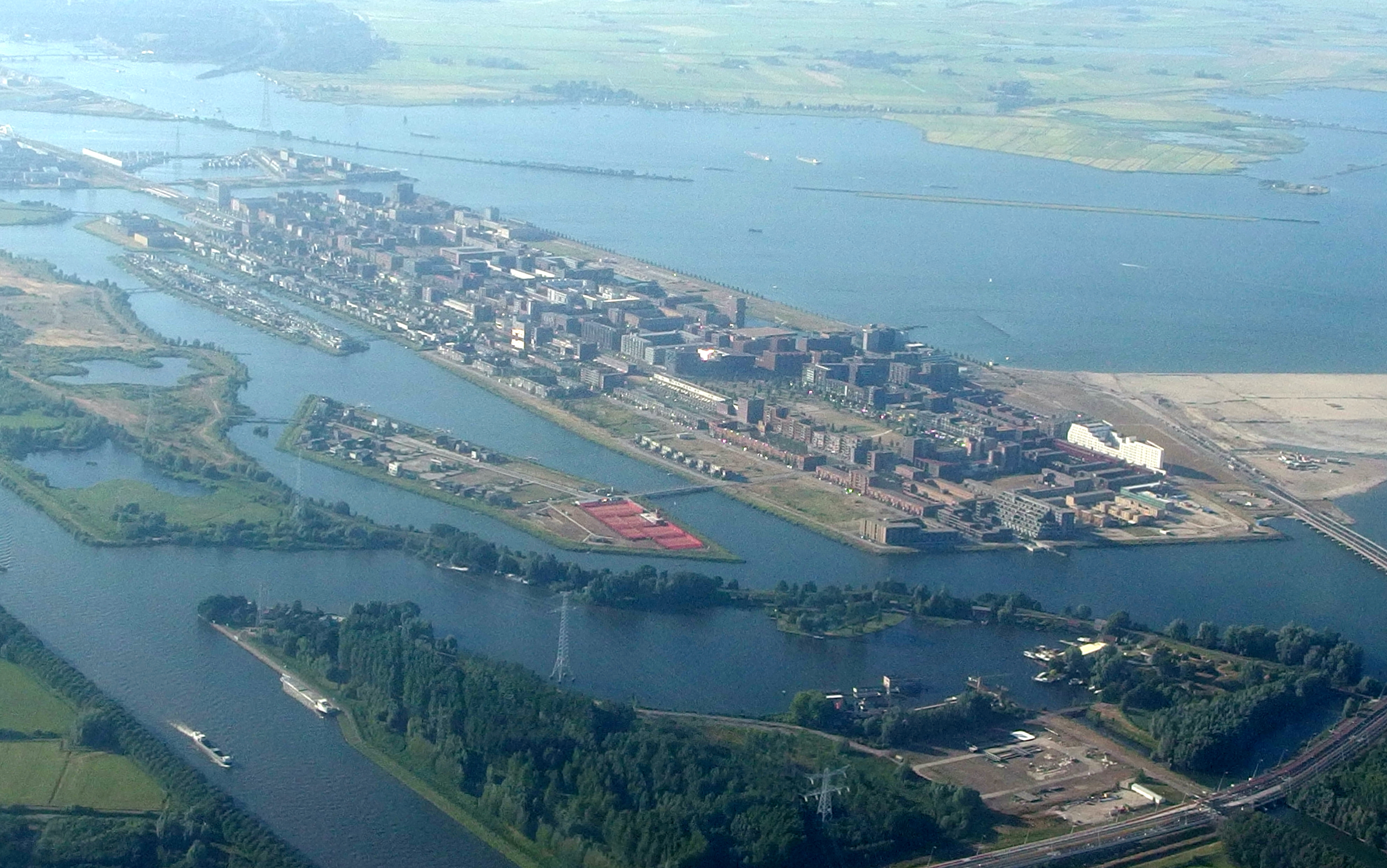
Luftfoto von IJburg, 2014

Zu Beginn des 21. Jahrhunderts entstanden Probleme wie Sicherheitsprobleme, Ausgrenzung von Leuten aufgrund ihrer Herkunft und Probleme zwischen religiösen und sozialen Gruppen in Amsterdam. Amsterdam ist durch seine (anerkannte) soziale Toleranz und Vielfalt gekennzeichnet. Die Toleranz wurde am 2. November 2004 gefährdet, als der Regisseur Theo van Gogh ermordet wurde. Der damalige Oberbürgermeister Job Cohen und sein früherer Beigeordneter für Integration, Ahmed Aboutaleb, formulierten daraufhin einen Grundsatz, der Toleranz gegenüber anderen einschließt und auch harte Maßnahmen gegen diejenigen fordert, die diese Regeln missachten.
1999 wurde mit der Anlage der ersten von sieben Inseln begonnen, auf denen der neue Stadtteil IJburg im Osten Amsterdams angelegt wurde.

## Kulturelles Leben

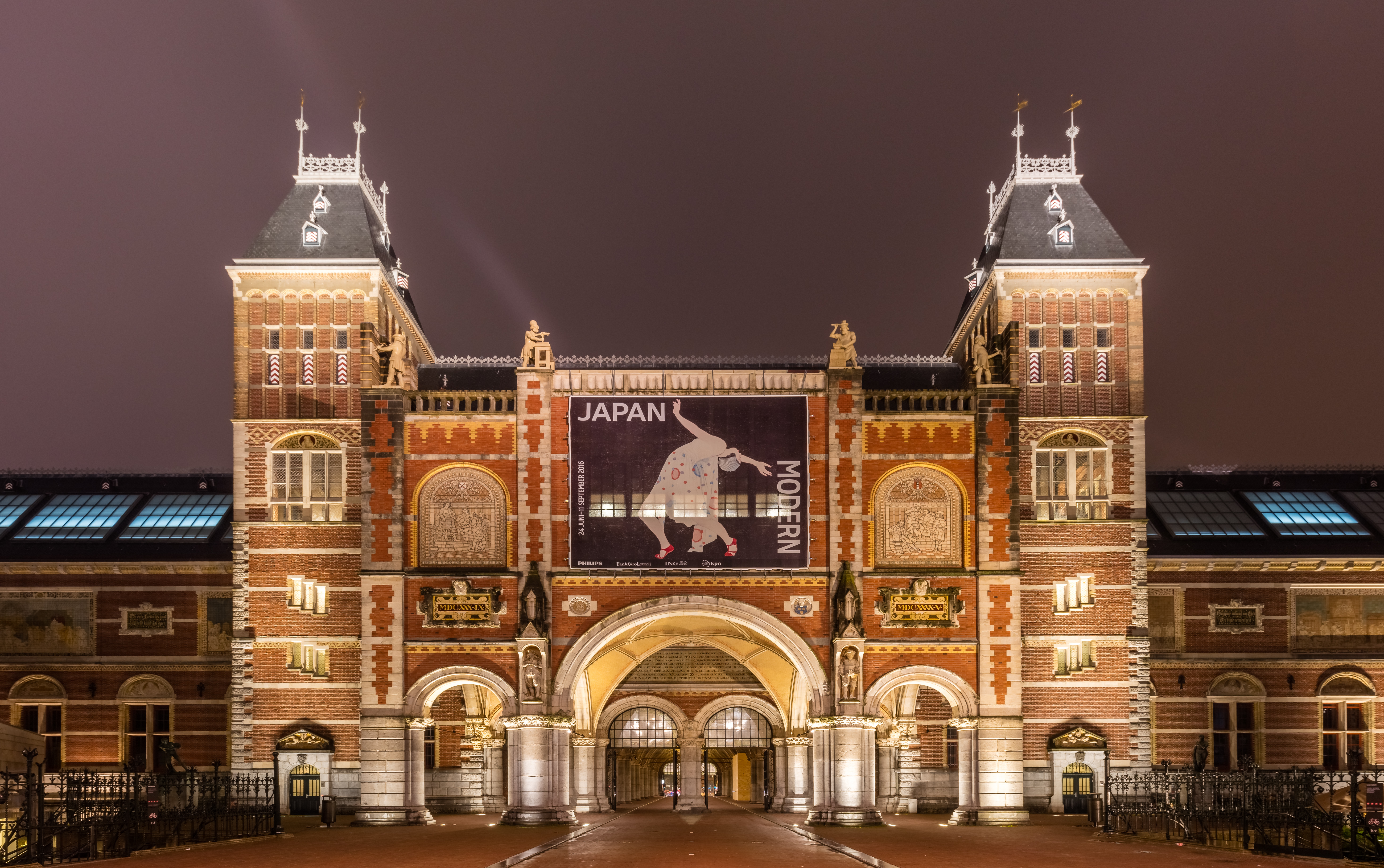
Das Rijksmuseum

Im 15. und 16. Jahrhundert war das kulturelle Leben in Amsterdam von Festen und Festivals geprägt. Im späteren 16. Jahrhundert organisierte die Rederijkerskamer (dt.: Redekammer) Wettbewerbe im Lesen von Gedichten und Dramen. 1638 wurde das erste Theater in Amsterdam gebaut. Seit 1642 wurden Ballette dort aufgeführt.
Im 18. Jahrhundert wurde das französische Theater populär. Die ersten Opern, anfangs nur italienische und französische Opern, wurden ab 1677 aufgeführt, im 18. Jahrhundert auch deutsche Opern. Im 19. Jahrhundert stand vor allem Vaudeville im Mittelpunkt der Kultur von Amsterdam. Das erste Metronom wurde 1812 von Dietrich Nikolaus Winkel in der Stadt erfunden, nachdem Johann Nepomuk Mälzel bei Dietrich Nikolaus Winkel Rat suchte, Mälzel kam mit der Idee und erweiterte das Metronom durch einen Skala. Ende dieses Jahrhunderts wurden das Rijksmuseum und das Gemeentelijk Museum erbaut, 1888 wurde das Concertgebouw fertiggestellt.
Mit dem 20. Jahrhundert kamen auch das Kino, Radio und Fernsehen. Da es in den Nachbarorten Studios gab, war der Einfluss des Radios sehr groß.

## Einzelbelege
1. ↑  Centraal Bureau voor de Statistiek. Abgerufen am 23. Juli 2014
2. ↑  Jan Ter Gouw: Amstelodamiana, Eerste deel. 1874, S. 57 (niederländisch, books.google.com (Memento des Originals vom 8. September 2024 im Internet Archive)).
3. ↑  Bron Amestelledamme. In: Geschiedenis Lokaal Amsterdam. Abgerufen am 3. September 2024 (niederländisch).
4. 1 2 3 4  Merian: Amsterdam. Hoffmann & Campe, ISBN 3-455-27807-8
5. ↑  Christoph Driessen: Kleine Geschichte Amsterdams. Regensburg 2010, S. 29.
6. ↑  Zeitleiste zur Geschichte Amsterdams
7. ↑  Kurzer Bericht über die Tulpenmanie
8. ↑  Die vielen Leben des Jan Six: Geschichte einer Amsterdamer Dynastie, von Geert Mak (2016)
9. ↑  Erika Kuijpers: Migrantenstad. Immigratie en sociale verhoudingen in 17de-eeuws Amsterdam. Hilversum 2005
10. ↑  Christoph Driessen: Kleine Geschichte Amsterdams. Regensburg 2010, S. 66–67
11. ↑  Christoph Driessen: Kleine Geschichte Amsterdams. Regensburg 2010. S. 70
12. ↑  Christoph Driessen: Kleine Geschichte Amsterdams. Regensburg 2011. S. 79.
13. ↑  Johann Sporschil: Geschichte des Krieges des verbündeten Europas gegen Napoleon Bonaparte in den Jahren 1813, 1814 und 1815, Bd. 1: Der Feldzug von 1813, Teilband 3. Westermann, Braunschweig 1841, S. 1115.
14. ↑  Christoph Driessen: Kleine Geschichte Amsterdams.Regensburg 2010, S. 90
15. ↑  Christoph Driessen: Kleine Geschichte Amsterdams. Regensburg 2010, S. 103–105.
16. ↑  Christoph Driessen: Geschichte der Niederlande, Von der Seemacht zum Trendland. Regensburg 2009, S. 202–204.
17. ↑  Guus Meershoek: Dienaren van het gezag.De Amsterdamse politie tijdens de bezetting. Amsterdam 1999
18. ↑  Christoph Driessen: Kleine Geschichte Amsterdams. Regensburg 2011, S. 106
19. ↑  Bombardierungen der Alliierten auf Amsterdam aus annefrank.org, abgerufen am 14. November 2023
20. ↑  Christoph Driessen: Kleine Geschichte Amsterdams. Regensburg 2010, S. 111.